# Discobélix
Discobélix is een Disk'O Coaster van attractiebouwer Zamperla in het Franse attractiepark Parc Astérix en staat in het themagebied La Grèce Antique.

## Baanverloop
De attractie bestaat uit een baan met een lengte van 92 meter, die omhoog gaat aan de uiteinden en met in het midden een heuvel. Daarop zit een schijf die al draaiend aan een maximale snelheid van 70 km/u heen en weer gaat, en brengt de bezoekers aan de uiteinden tot een hoogte van 15 meter. Op de 'disco-schijf' is plaats voor 40 personen die in een kring met de ruggen naar elkaar zitten. De attractie heeft een watereffect en een vuureffect welke activeren tijdens de rit.

## Thematisering
Discobélix is gebaseerd op het discuswerpen dat een onderdeel is van de Klassieke Olympische Spelen. Naast de attractie staat een standbeeld van Obelix als parodie op het Oud-Griekse beeld van de diskobolos. De bezoekers zitten zogenaamd op een enorme discus die door de enorm sterke Obelix als het ware wordt geworpen. Het vuureffect tijdens de rit is een verwijzing naar het ontvlammen van het Olympisch vuur.
De attractie is indirect een verwijzing naar het stripalbum Asterix en de Olympische Spelen en de gelijknamige speelfilm Asterix en de Olympische Spelen.
Afbeeldingen · Lijst van attracties